# HC-144海洋哨兵
HC-144 海洋哨兵搜救機（英語：HC-144 Ocean Sentry)是一款基於CN-235運輸機研製的中程距離搜救與海上巡邏機。由空中客车国防航天於西班牙製造。

## 發展
綜合深水系統計劃是1990年代美國海岸警衛隊提出的設備更新計畫，其中一項是取代日益老舊的達梭 HU-25 衛士巡邏機，最終以基於CN-235-300 MP 說服者的HC-144獲選。HC-144A的續航時間為8小時，非常適合指揮控制和搜救任務。它的後坡道用也可於運輸。它還具有短距起飛和著陸能力。HC-144採用洛克希德馬丁Mission System Pallet roll-on, roll-off電子套件，設備則接近HC-130以節省訓練成本。
第一架HC-144於2006年12月交付，並於2009年4月大城初始作戰能力。至2011年共有13架交付，並打算增購至36架。然而因預算不足，36架的訂單最終減至18架，並改裝美國空軍退役的14架C-27J斯巴達人戰術運輸機，填補空缺。雖然財報顯示這將能幫美國海岸警衛隊節省5至8億美金，然C-27J的維護預算足足是HC-144的兩倍，使人質疑。
HC-144是海岸警衛隊出勤率最高的飛機，並且時常被派予國外進行人道主義救援。

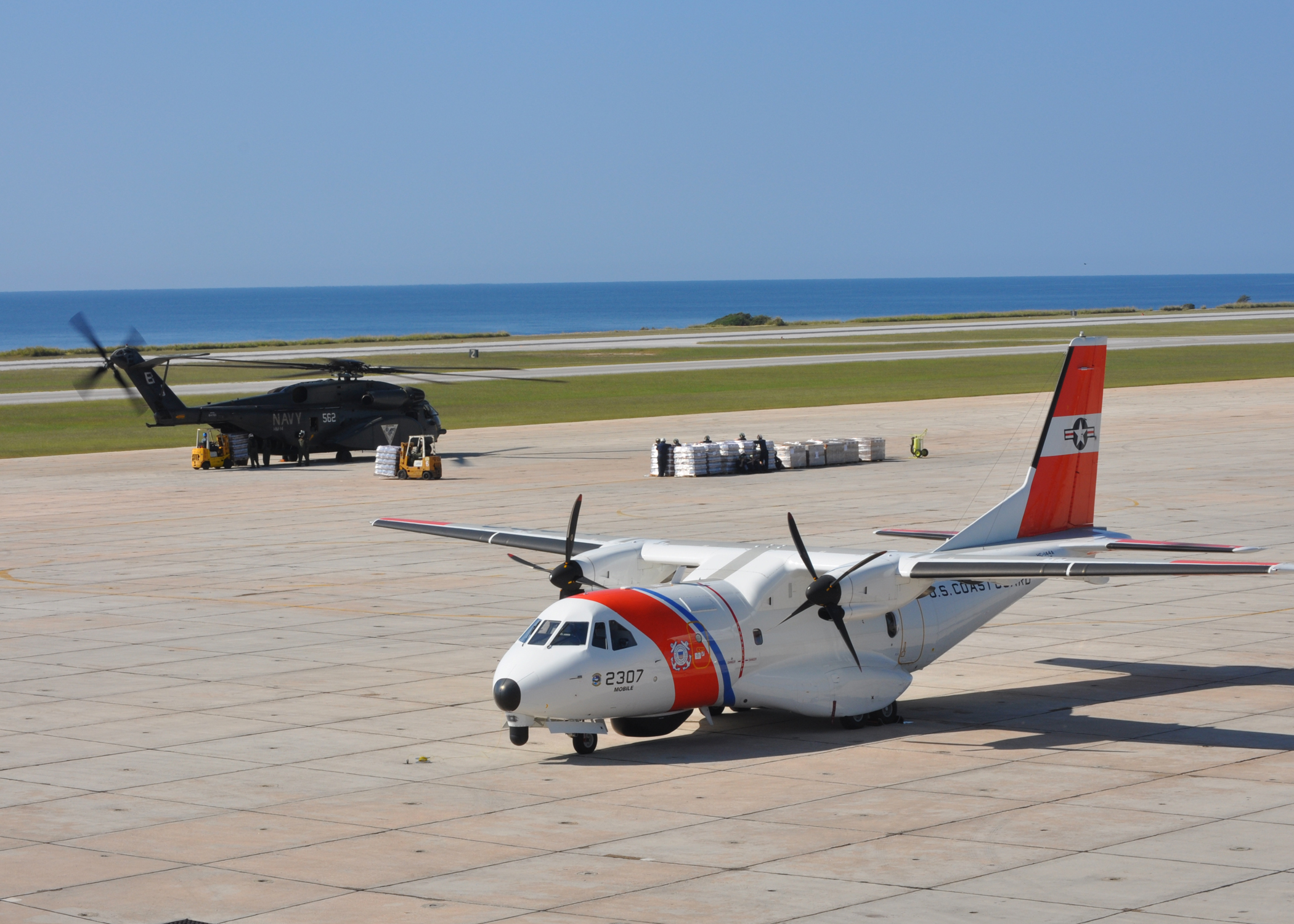
與MH-53E一起停在古巴執行人道救援的HC-144

## 型號
- HC-144A:15架。
- HC-144B Minotaur米諾陶:3架，升級款，包括更先進的航電系統以及搜救設備。

## 外部連結
- Airbus Military CN235 page
- US Coast Guard Acquisition Directorate page for HC-144A （页面存档备份，存于） - broken link